# فرانسیسکا لارا
فرانسیسکا لارا (انگلیسی: Francisca Lara؛ زادهٔ ۲۹ ژوئیهٔ ۱۹۹۰) بازیکن فوتبال اهل شیلی است.

وی همچنین در تیم ملی فوتبال زنان شیلی بازی کرده‌است.